# MSC Preziosa
MSC Preziosa è una nave da crociera di MSC Crociere ed è stata costruita nei cantieri navali STX France di St. Nazaire.

## Caratteristiche
La nave ha una stazza di circa 140.000 tonnellate, è lunga 333 metri, alta 67 metri, larga 38 metri. Può raggiungere una velocità massima di 24 nodi e vanta 18 ponti totali.
La dotazione della nave include:
- 18 ponti di cui 14 passeggeri:

- Ponte 4: Ambra
- Ponte 5: Corallo
- Ponte 6: Diamante
- Ponte 7: Rubino
- Ponte 8: Onice
- Ponte 9: Agata
- Ponte 10: Tormalina

- Ponte 11: Giada
- Ponte 12: Opale
- Ponte 13: Ametista
- Ponte 14: Smeraldo
- Ponte 15: Cristallo
- Ponte 16: Acquamarina
- Ponte 18: Topazio

- 26 ascensori di cui 17 passeggeri (2 panoramici e 1 nell'MSC Yacht Club)
- 1.751 cabine totali per una capienza massima fino a 4.345 ospiti
- 27.000 metri quadrati di aree di svago e benessere
- "Vertigo": acquascivolo della lunghezza di 120 m.
- "Galaxy Lounge" Lounge con bar situata nei ponti alti, al centro della nave. Dalle vetrate di essa è possibile godere di una splendida vista sul mare.
- 4 piscine (di cui 1 con tetto scorrevole, 1 per bambini, 1 nell'area MSC Yacht Club) e 12 vasche idromassaggio
- 5 sale conferenza
- 5 ristoranti, 2 buffet fai da te e 2 ristoranti speciali (Sushi e Steak House)
- 9 bar/saloni interni 3 bar esterni
- campi sportivi
- centro benessere in stile balinese
- teatro da 1.600 posti
- casinò
- bowling (50 m²)
- cinema 4D
- Simulatore di Formula 1
- Baby, Mini, Junior club.
- servizi comuni (servizio clienti, ufficio escursioni, centro medico, fotografo, lavanderia, negozi duty-free, internet)
- TV interattiva, mini bar, cassette di sicurezza, bagni con doccia o vasca.

## Storia
La nave è stata ordinata dalla compagnia libica GNMTC, con il nome previsto di Phœnicia, per un valore vicino ai 565 milioni di euro e rimasta senza committente a seguito della caduta del regime di Gheddafi cui la società faceva capo. Il progetto originale sarebbe stato modificato in modo tale da rendere MSC Preziosa ancora più simile alle “sorelle” Fantasia, Splendida e Divina: in particolare sarebbero stati "alleggeriti" gli allestimenti interni previsti dai libici, mentre quanto a capacità e design esterno Preziosa è già identica a Divina, con 138.000 tonnellate di stazza lorda, 333 metri di lunghezza e 38 di larghezza e 1.751 cabine, 100 in più delle altre sorelle di classe.
Il 12 ottobre 2012, come da tradizione marittima, si è svolta nei cantieri STX la cerimonia della moneta: quella d'oro scelta da STX riportava La Semeuse di Louis Oscar Roty, un seminatore raffigurato mentre avanza portando la sua borsa di grano, la stessa immagine che compariva sulle monete francesi prima dall'arrivo dell'euro. La moneta di MSC raffigurava invece il logo aziendale da un lato e la "Croce" delle antiche monete genovesi dall'altro.
Presso i cantieri di St. Nazaire in Francia, è stato installato "Vertigo", un acquascivolo lungo più di 120 metri, lo scivolo più lungo a corpo libero su una nave da crociera. La nuova ammiraglia è stata battezzata a Genova il 23 marzo 2013. A differenza delle sue 3 navi gemelle è dotata sul ponte più alto di un parco acquatico con scivoli e giochi d'acqua.
Nel 2013 la nave è comparsa sul set di Colpi di fortuna.
Nella puntata del 18 gennaio 2016, la MSC Preziosa è stata protagonista della serie "Boss in incognito".
Con l'entrata in servizio della nuova MSC Meraviglia, avvenuta nel giugno 2017, la MSC Preziosa ha perso il titolo di ammiraglia della flotta.

## Navi gemelle
- MSC Fantasia
- MSC Splendida
- MSC Divina